# Webera geniculata
Webera geniculata là một loài Rêu trong họ Bryaceae. Loài này được Brid. miêu tả khoa học đầu tiên năm 1827.